# アベママ環礁
アベママ環礁（あべままかんしょう、Abemama Atoll）、またはアパママ環礁は、キリバスのギルバート諸島に属する環礁の1つで、タラワの南東152キロメートル、赤道のすぐ北に位置する。アベママの面積は27.37平方キロメートル、2020年国勢調査における人口は3,257人 。アベママ環礁の東部は土手道で結ばれており、小島間を自動車で通行することが可能になっている。アベママ環礁を構成する小島のうち、アバシク島とビイケ島は環礁の南西側にある。
カリアテビケ村は行政の中心地として機能しており、管理棟、警察署、病院がある。

アベママの王室旗

アベママは、かつてはロジャーシンプソン島、ダンダス島、ホッパー島、またはシンプソン島という名で知られていた。

## 地理
アベママの陸地面積は 27.37 km2、その幅は狭いところで 50 m、広いところで 2 km にわたる。島には3つの主要な小島がある。最大の小島には11の村があり、人口のほとんどが住んでいる。西側のサンゴ礁にある小島であるアバシクと、そのすぐ南東にあるビイケは人口が非常に少ない。
東側の村の全てを結ぶ土手道が建設されており、輸送は容易になっている。アベママ環礁は不完全な「G」の形状をしており、2つのリーフロードがある。その1つは北西端のアバシク村とタビアン村の間にある。もう1つはビイケ村とケンナ村の間にあり、主要な小島の最南端に位置する。ココナッツ、タロイモ、パンダナス、パンノキなど、キリバスの重要な食用作物がアベママで育てられている。

### 村
| アベママ：人口と土地面積 |                |                                   |                                 |
| 国勢調査地域             | 人口（2010年） | 島別の土地面積                    | 密度（1ヘクタールあたりの人数） |
| アバシク                 | 150            | 279.2ヘクタール (690エーカー)     | 0.5                             |
| タビアン                 | 487            | 2,425.2ヘクタール (5,993エーカー) | 1.3                             |
| タニマイニク             | 182            | 2,425.2ヘクタール (5,993エーカー) | 1.3                             |
| テカシリラケ             | 250            | 2,425.2ヘクタール (5,993エーカー) | 1.3                             |
| カウマ                   | 74             | 2,425.2ヘクタール (5,993エーカー) | 1.3                             |
| バレトア                 | 387            | 2,425.2ヘクタール (5,993エーカー) | 1.3                             |
| タボンテビケ             | 380            | 2,425.2ヘクタール (5,993エーカー) | 1.3                             |
| カリアテビケ             | 505            | 2,425.2ヘクタール (5,993エーカー) | 1.3                             |
| バンゴタンテカバイア     | 79             | 2,425.2ヘクタール (5,993エーカー) | 1.3                             |
| テバンガ                 | 62             | 2,425.2ヘクタール (5,993エーカー) | 1.3                             |
| マノク                   | 170            | 2,425.2ヘクタール (5,993エーカー) | 1.3                             |
| カバンガキ               | 474            | 2,425.2ヘクタール (5,993エーカー) | 1.3                             |
| ビイケ                   | 13             | 32.3ヘクタール (80エーカー)       | 0.4                             |
| アベママ                 | 3213           | 2,736.7ヘクタール (6,763エーカー) | 1.2                             |

## 歴史

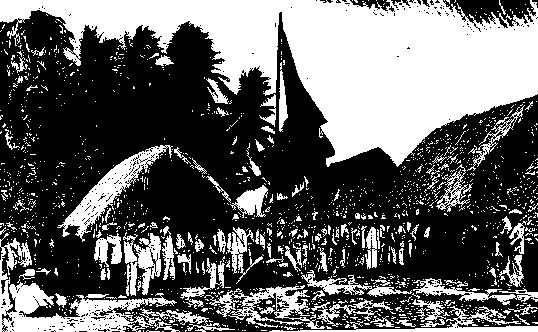
デイビス大尉によるアベママの保護領の宣言。1892年5月27日

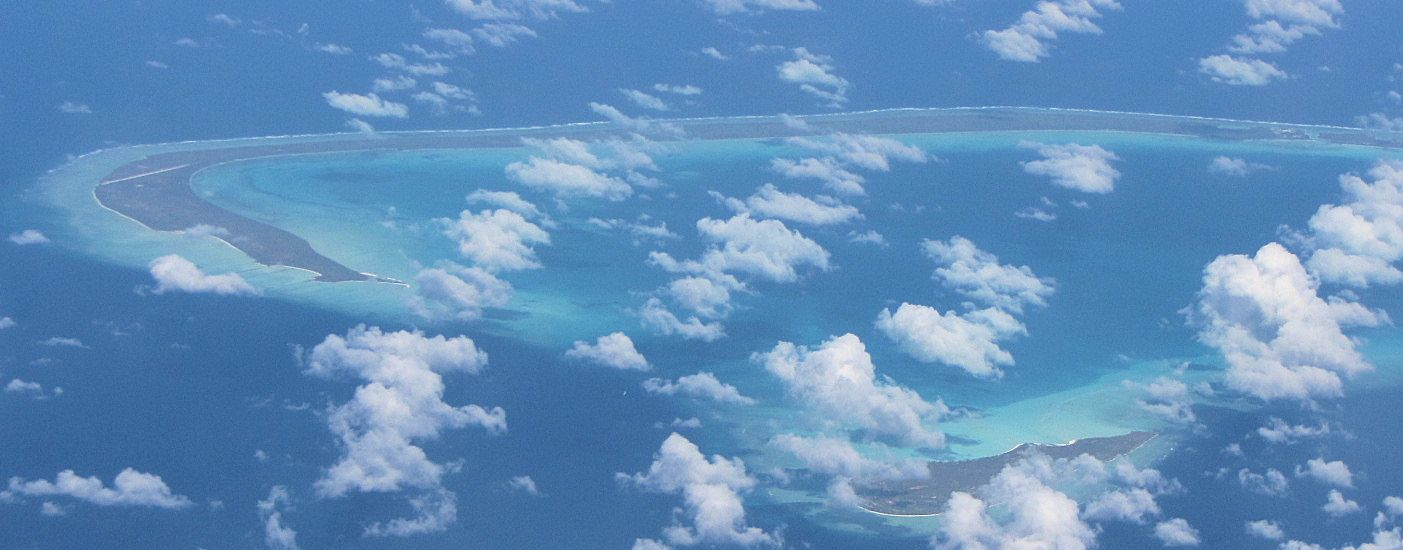
アベママ環礁（空撮）

### 保護領以前
ギルバート諸島は各島に王がいたが、1765年、ジョン・バイロンによる諸島発見によって西欧人の調査が始まった。1799年にキャプテンチャールズ・ビショップ船長は、自身が作成した地図上で、アベママをロジャー・シンプソン島として言及した。その後、1841年にアメリカ合衆国探検遠征隊がアベママ環礁を調査した。
19世紀半ばから後半にかけて、アベママでは1人の首長による統治が行われた。これは、カインガ（一家）のグループが独自のリーダーを立てるギルバート諸島北部や、ウニマネ（長老）がマネアバ（集会所）に集まるギルバート諸島南部（ノノウシ以南）の統治形態とは対照的であった。
欧州の視点では、アベママの首長一家を「ギルバート諸島の支配一家」と説明しているが、現地の認識はアベママでもウニマネが多大な権力を保持しており、ギルバート諸島全体を単一国家として統治することは現代でも課題となっている。
アベママの首長一家は長期間アベママを統治してきた歴史があり、テム・ビノカの時代にはクリア島とアラヌカ環礁も支配していた。
ロバート・ルイス・スティーヴンソン、ファニー・ヴァンデグリフト・スティーヴンソンと彼女の息子ロイド・オズボーンは1889年に2ヶ月間アバママで過ごした。3名は1890年7月に貿易蒸気船ジャネット・ニコル号の航海中に再びアベママに戻った。

### 保護領時代
1890年ごろには人口2万人から2万5千人の島民の多くをキリスト教徒が占めていた。アベママ環礁についてはヤシの実と海産物を中心とする経済で約700名の人口があった。長く君臨したテム・ビノカ王が1891年末に没したのち、父親のシンモンが後を継いだが、父王は過度の飲酒により5か月で没したため、10歳の息子ポールが王位についた。
アベママは1892年5月27日、渡来したHMS Royalist 号（1883年）の船長デイビスによってイギリス保護領として宣言された。
1889年の赤道航海の記録である『In the South Seas』は、ロバートが1896年に没したのちシドニー・コルヴィンによって編集され、のちの1900年に出版された。暴君テム・ビノカ王の名は『In the South Seas』の中で不滅の存在となった。
一方で今もタボンテビケの近くにはテム・ビノカ王の墓が祀られており、アバママの首長一家は今日でも高く評価され、敬意を集めている。
アベママ郵便局は1910年頃に開設された。

### 第二次世界大戦
日本は1941年12月9日にギルバート諸島を占領した（詳細は「日本のギルバート諸島攻略」を参照）。
1943年11月21日、アメリカの潜水艦USSノーチラス号が、アメリカ海兵隊の水陸両用偵察隊（Amphibious Reconnaissance Battalion, FMF-PAC）78名を島に上陸させ、元海洋島防衛軍のオーストラリア軍中尉ジョージ・ハンドを通訳に迎えて島を占領した。彼らはノーチラス号からの火力支援で日本の駐屯軍を打ち負かした。11月25日の朝に残りの日本人が自殺したと現地人がアメリカ海兵隊に報告している。

## アベママへのアクセス
アベママ環礁空港はアバママの北端タビアン村の近くにある。エアー・キリバスのタラワからの国内線が週4便ある(2021年9月現在)。
アベママには、島評議会ゲストハウス、シュバリエカレッジゲストハウス、プライベートロッジの3つのゲストハウスがある。

## 教育
アベママには以下のキリスト教高校がある：
- シュヴァリエ学校
- カウマ・アドベンティスト高校 - 中学校も併設

キング・ジョージ5世学校は1922年にバイリキに開校した男子中等学校で、アベママに移転した後、1953年にビケニベウに移転した。